# Lijst van Stolpersteine in Doesburg

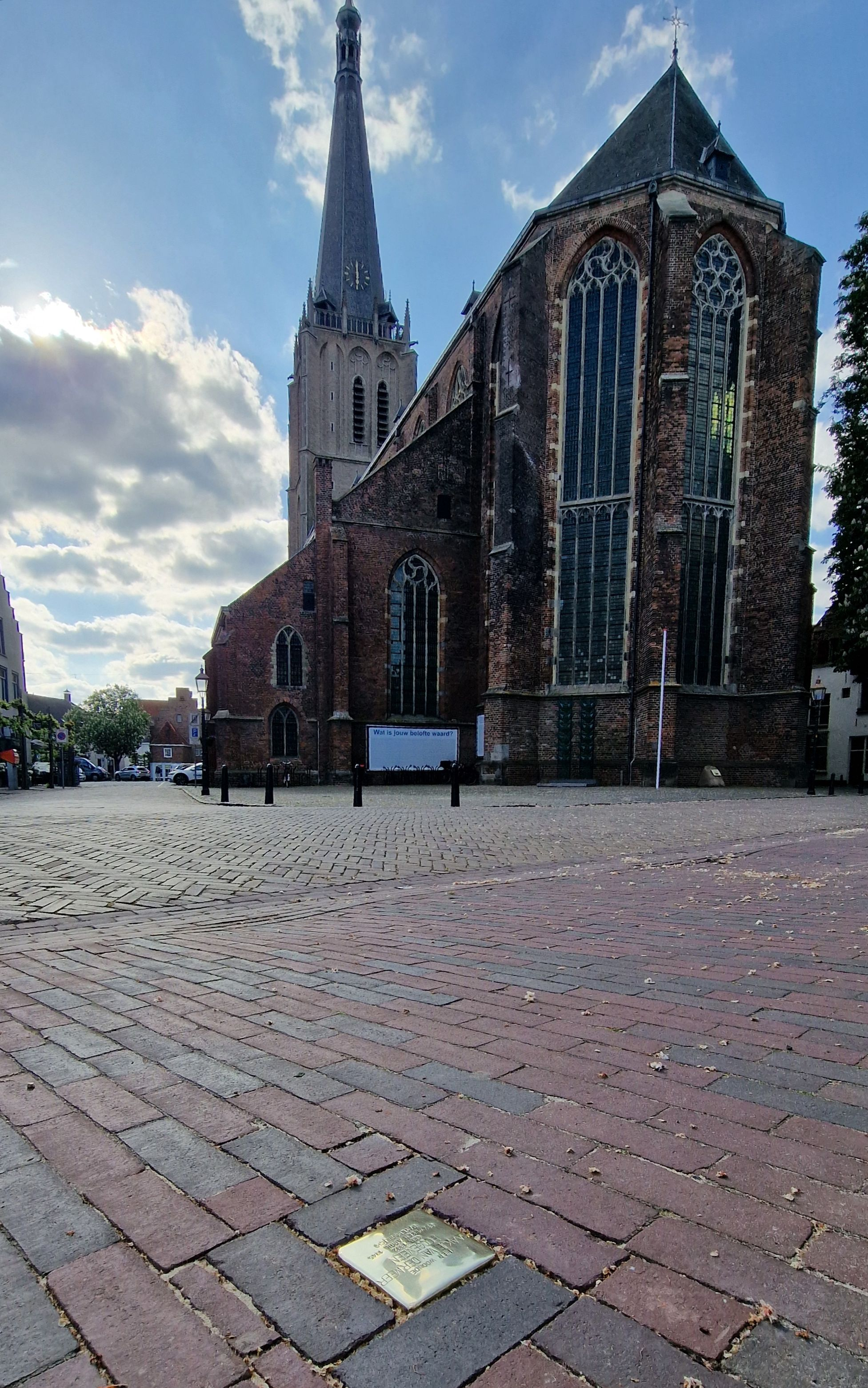
Stolperstein in Doesburg voor Saakje van der Meer

De Lijst van Stolpersteine in Doesburg geeft een overzicht van de gedenkstenen die in de gemeente Doesburg in de Nederlandse provincie Gelderland zijn geplaatst in het kader van het Stolpersteine-project van de Duitse beeldhouwer-kunstenaar Gunter Demnig.
Stolpersteine zijn opgedragen aan slachtoffers van het nationaalsocialisme, al diegenen die zijn vervolgd, gedeporteerd, vermoord, gedwongen te emigreren of tot zelfmoord gedreven door het nazi-regime. Demnig legt voor elk slachtoffer een aparte steen, meestal voor de laatste zelfgekozen woning.
Omdat het Stolpersteine-project doorloopt, kan deze lijst onvolledig zijn.

## Stolpersteine
In Doesburg liggen elf Stolpersteine op zeven adressen.

### Doesburg
| Afbeelding | Inscriptie                                                                          | Adres                      | Herdachte persoon                  |
| ---------- | ----------------------------------------------------------------------------------- | -------------------------- | ---------------------------------- |
|            | HIER WOONDE JOHANNA KATZ GEB. 1925 DEPORTATIE VERMOORD 1942 IN AUSCHWITZ            | Bergstraat 51 Kaart (OSM)  | Johanna Katz (1925-1942)           |
|            | HIER WOONDE MOZES KATZ GEB. 1874 DEPORTATIE VERMOORD 1942 IN AUSCHWITZ              | Bergstraat 51 Kaart (OSM)  | Mozes Katz (1874-1942)             |
|            | HIER WOONDE SIJBILLA KATZ- VAN DIJK GEB. 1883 DEPORTATIE VERMOORD 1942 IN AUSCHWITZ | Bergstraat 51 Kaart (OSM)  | Sijbilla Katz-van Dijk (1883-1942) |
|            | HIER WOONDE MEIER LEBENSBAUM GEB. 1886 DEPORTATIE VERMOORD 1942 IN AUSCHWITZ        | Kloostertuin Kaart (OSM)   | Meier Lebensbaum (1886-1942)       |
|            | HIER WOONDE MANUS LEVIE GEB. 1879 DEPORTATIE VERMOORD 1943 IN SOBIBOR               | Kraakselaan 62 Kaart (OSM) | Manus Levie (1879-1943)            |
|            | HIER WOONDE HELENA LEVIE- MEIJERS GEB. 1875 DEPORTATIE VERMOORD 1943 IN SOBIBOR     | Kraakselaan 62 Kaart (OSM) | Manus Levie (1875-1943)            |
|            | HIER WOONDE SAAKJE VAN DER MEER HOOGEVEEN GEB. 1882 BEZWEKEN APRIL 1945 RAVENSBRÜCK | Kerkstraat 19 Kaart (OSM)  | Saakje van der Meer (1882-1945)    |
|            | HIER WOONDE ABRAHAM MEIJERS GEB. 1885 DEPORTATIE VERMOORD 1941 IN MAUTHAUSEN        | Roggestraat 12 Kaart (OSM) | Abraham Meijers (1885-1941)        |
|            | HIER WOONDE JACOB MEIJERS GEB. 1888 DEPORTATIE VERMOORD 1941 IN MAUTHAUSEN          | Bergstraat 46 Kaart (OSM)  | Jacob Meijers (1888-1941)          |
|            | HIER WOONDE JOHANNA MEIJERS- WALG GEB. 1888 DEPORTATIE VERMOORD 1943 IN SOBIBOR     | Roggestraat 12 Kaart (OSM) | Johanna Meijers-Walg (1888-1943)   |
|            | HIER WOONDE ROSETTE WALG GEB. 1882 DEPORTATIE VERMOORD 1943 IN SOBIBOR              | Bresstraat 28 Kaart (OSM)  | Rosette Walg (1882-1943)           |

## Data van plaatsingen
- mei 2009: tien Stolpersteine op Bergstraat 46 en 51, Bresstraat 28, Kloostertuin, Kraakselaan 62, Roggestraat 12
- 28 april 2025: een Stolperstein op Kerkstraat 19